# Sphecapatoclea alashanica
Sphecapatoclea alashanica är en tvåvingeart som beskrevs av Boris Borisovitsch Rohdendorf 1975. Sphecapatoclea alashanica ingår i släktet Sphecapatoclea och familjen köttflugor. Inga underarter finns listade i Catalogue of Life.